# Tennistavolo ai Giochi della XXVII Olimpiade

## Podi

### Uomini
| Evento                      | Oro                     | Argento                        | Bronzo                                     |
| Singolo maschile (dettagli) | Kong Linghui            | Jan-Ove Waldner                | Liu Guoliang                               |
| Doppio maschile (dettagli)  | Cina Wang Liqin Yan Sen | Cina Liu Guoliang Kong Linghui | Francia Jean-Philippe Gatien Patrick Chila |

### Donne
| Evento                       | Oro                 | Argento                | Bronzo                               |
| Singolo femminile (dettagli) | Wang Nan            | Li Ju                  | Chen Jing                            |
| Doppio femminile (dettagli)  | Cina Li Ju Wang Nan | Cina Sun Jin Yang Ying | Corea del Sud Kim Moo-Kyo Ryu Ji-Hye |

## Medagliere
| Posizione | Paese         |   |   |   | Totale |
| --------- | ------------- | - | - | - | ------ |
| 1         | Cina          | 4 | 3 | 1 | 8      |
| 2         | Svezia        | 0 | 1 | 0 | 1      |
| 3         | Taipei cinese | 0 | 0 | 1 | 1      |
| 4         | Francia       | 0 | 0 | 1 | 1      |
| 5         | Corea del Sud | 0 | 0 | 1 | 1      |
| Totale    | Totale        | 4 | 4 | 4 | 12     |